# Kanton Vichy-Sud
Kanton Vichy-Sud (fr. Canton de Vichy-Sud) je francouzský kanton v departementu Allier v regionu Auvergne. Tvoří ho pouze jižní část města Vichy.